# Arc (Neil Young)
Arc är ett livealbum av den kanadensiske rockmusikern Neil Young med kompbandet Crazy Horse, utgivet 1991. Ursprungligen gavs det ut i begränsad upplaga tillsammans med Weld, som trippel-cd:n Arc-Weld.
Skivan spelades in under deras turné 1991 och innehåller endast en låt, den 35 minuter långa "Arc". Denna består av en sorts ljudcollage sammanklipt från flera olika låtar och konserter.

## Låtlista
1. "Arc" - 35:00